# Sommerkrig
|  | Denne artikel er oprettet af botten PalnaBot ud fra en ekstern database. Den kan derfor have sproglige fejl eller mangler. Denne skabelon kan fjernes efter kontrol af indholdet. |

Sommerkrig er en kortfilm fra 1965 instrueret af Palle Kjærulff-Schmidt efter manuskript af Klaus Rifbjerg.

## Handling
En soldat er på en dejlig sommermorgen med i en stor militærøvelse. Under den uvirkelige krig kommer han væk fra sin deling, og langsomt bliver krigen til virkelighed for ham. Han gribes af rædsel og bliver til sidst skudt. Men krudtet er løst – han lever. Lykkelig går han på opdagelse i sommerlandet. På et hotel ved kysten møder han en pige – får sig en dans og en øl.